# Grand Prix Ázerbájdžánu
Grand Prix Ázerbájdžánu (ázerbájdžánsky Azərbaycan Qran Prisi) je jedním ze závodů šampionátu Formule 1, který se poprvé konal v roce 2017.
Koná se na okruhu Baku City Circuit, městské závodní trati v Baku, hlavním městě Ázerbájdžánu. Již v roce 2016 se na stejném okruhu konala Grand Prix pod názvem Grand Prix Evropy.

## Vítězové Grand Prix Ázerbájdžánu

### Opakovaná vítězství (jezdci)
| Počet vítězství | Konstruktér  | Roky       |
| --------------- | ------------ | ---------- |
| 2               | Sergio Pérez | 2021, 2023 |

### Opakovaná vítězství (týmy)
| Počet vítězství | Konstruktér | Roky                   |
| --------------- | ----------- | ---------------------- |
| 4               | Red Bull    | 2017, 2021, 2022, 2023 |
| 2               | Mercedes    | 2018, 2019             |

### Opakovaná vítězství (dodavatelé motorů)
| Počet vítězství | Dodavatel | Roky             |
| --------------- | --------- | ---------------- |
| 3               | Mercedes  | 2018, 2019, 2024 |

### Vítězové v jednotlivých letech
| Rok  | Jezdec           | Konstruktér         | Trať      | Výsledky  |
| ---- | ---------------- | ------------------- | --------- | --------- |
| 2024 | Oscar Piastri    | McLaren-Mercedes    | Baku      | Výsledky  |
| 2023 | Sergio Pérez     | Red Bull-Honda RBPT | Baku      | Výsledky  |
| 2022 | Max Verstappen   | Red Bull-RBPT       | Baku      | Výsledky  |
| 2021 | Sergio Pérez     | Red Bull-Honda      | Baku      | Výsledky  |
| 2020 | Nejelo se        | Nejelo se           | Nejelo se | Nejelo se |
| 2019 | Valtteri Bottas  | Mercedes            | Baku      | Výsledky  |
| 2018 | Lewis Hamilton   | Mercedes            | Baku      | Výsledky  |
| 2017 | Daniel Ricciardo | Red Bull-TAG Heuer  | Baku      | Výsledky  |